# Amazonehaven
L'Amazonehaven (littéralement en néerlandais « bassin Amazone ») est un bassin du Maasvlakte situé sur le canal de Beer, faisant partie du port de Rotterdam aux Pays-Bas.
Les principales entreprises installées le long des quais du bassin sont d'une part au nord l'Europe Container Terminals (ECT, appelé aussi Delta Terminal), qui est l'un des principaux terminaux conteneurs de Rotterdam, et d'autre part au sud l'Europees Massagoed Overslagbedrijf (EMO, installée là depuis 1973), le plus vaste terminal charbonnier et minéralier d'Europe avec ses 160 hectares (qui donnent aussi sur le Mississippihaven).